# Arthur Büttner
Friedrich Arthur Büttner (* 2. Dezember 1859 in Dresden-Neustadt; † 15. August 1933 in Bautzen) war ein deutscher Gymnasialprofessor und Schriftsteller.

## Leben und Wirken
Er war der Sohn des Hausmeisters der 5. Bezirksschule Friedrich August Julius Büttner. Nach dem Schulabschluss des Dreikönigsgymnasiums studierte er Germanistik und neuere Philologie an der Universität Leipzig. In dieser Zeit und auch danach war er Schriftleiter (Redakteur) der Publikationsreihe „Daheim“. Nach dem Staatsexamen war er ab 1888 als Lehrer an der Kreuzschule und ab 1889 am Annen-Real-Gymnasium in Dresden tätig. 1891 wurde er nichtständiger wissenschaftlicher Hilfslehrer an der Realschule in Bautzen und im darauffolgenden Jahr ständiger Lehrer. 1899 wechselte er von der Realschule an das Gymnasium. Er unterrichtete Französisch und Englisch. 1907 erfolgte die Verleihung von Titel und Rang eines Professors durch den König Friedrich August von Sachsen. 1923 ging er in Pension.
In seiner Freizeit betätigte er sich als Schriftsteller, er schrieb vor allem Humoresken. Als Lehrer verstand er es u. a., das Interesse seiner Schüler an den Schönheiten der Oberlausitz zu wecken.
Er war Vorsitzender der Vereinigung Alt-Paulus, da er während seines Studiums der Universitäts-Sängerschaft zu St. Pauli in Leipzig angehörte.

## Schriften (Auswahl)
- Humoresken, 1892.
- Zur Erheiterung. Neue Humoresken. 1893.